# Disney's Hollywood Studios
Disney's Hollywood Studios is een attractiepark in het Walt Disney World Resort in de Verenigde Staten en is geopend in 1989 onder de oorspronkelijke naam Disney-MGM Studios. Het thema van het park richt zich op het maken van films en televisie in een nostalgisch Hollywood "that never was and always will be."
Net als het Cinderella Castle in het Magic Kingdom, Spaceship Earth in Epcot en de Tree of Life in Disney's Animal Kingdom, heeft ook Disney's Hollywood Studios een symbool: een replica van Grauman's Chinese Theatre dat te vinden is aan het eind van de Hollywood Boulevard.

## Themagebieden
Disney's Hollywood Studios is opgedeeld in zes verschillende themagebieden met elk hun eigen attracties, shows, horecagelegenheden en winkels. Kloksgewijs vanaf het ingangsgebied zijn dit Hollywood Boulevard, Echo Lake, Grand Avenue, Toy Story Land, Animation Courtyard en Sunset Boulevard. Voorheen bevonden zich in het park tevens de themagebieden Streets of America, Backlot en Pixar Place. Deze eerste twee gebieden zijn gesloopt om plaats te maken voor Star Wars: Galaxy's Edge. Pixar Place is gesloten en vervangen door Toy Story Land.

### Hollywood Boulevard
Het thema van Hollywood Boulevard is een nostalgische blik op het Hollwood uit de jaren '30, zonder daarbij historisch accuraat te willen zijn. Hollywood Boulevard vormt de ingangszone van het park en bevat daarmee de hoofdingang en alle bijbehorende faciliteiten. De hoofdingang van het park en het entreeplein is met name vormgegeven in Streamline Design-stijl. Daarnaast vormt Hollywood Boulevard een winkelstraat (de eigenlijke 'boulevard') van deze ingangszone naar het centrale plein van het park toe, Central Stage. De winkelstraat bevat onder meer een Starbucks-vestiging (onder de naam van The Trolley Car Café), enkele souvenirwinkel en gedurende de dag is er het straatentertainment Citizens of Hollywood te vinden. Aan Central Stage ligt het icoon van het park, een replica van Grauman's Chinese Theatre. In dit theater was tot 2017 The Great Movie Ride te vinden. In 2020 is hier de darkride Mickey & Minnie's Runaway Railway geopend. Ook is aan het plein het restaurant The Hollywood Brown Derby te vinden. Daarnaast is Central Stage de locatie voor shows zoals Star Wars: A Galactic Spectacular en Jingle Bell, Jingle BAM!.

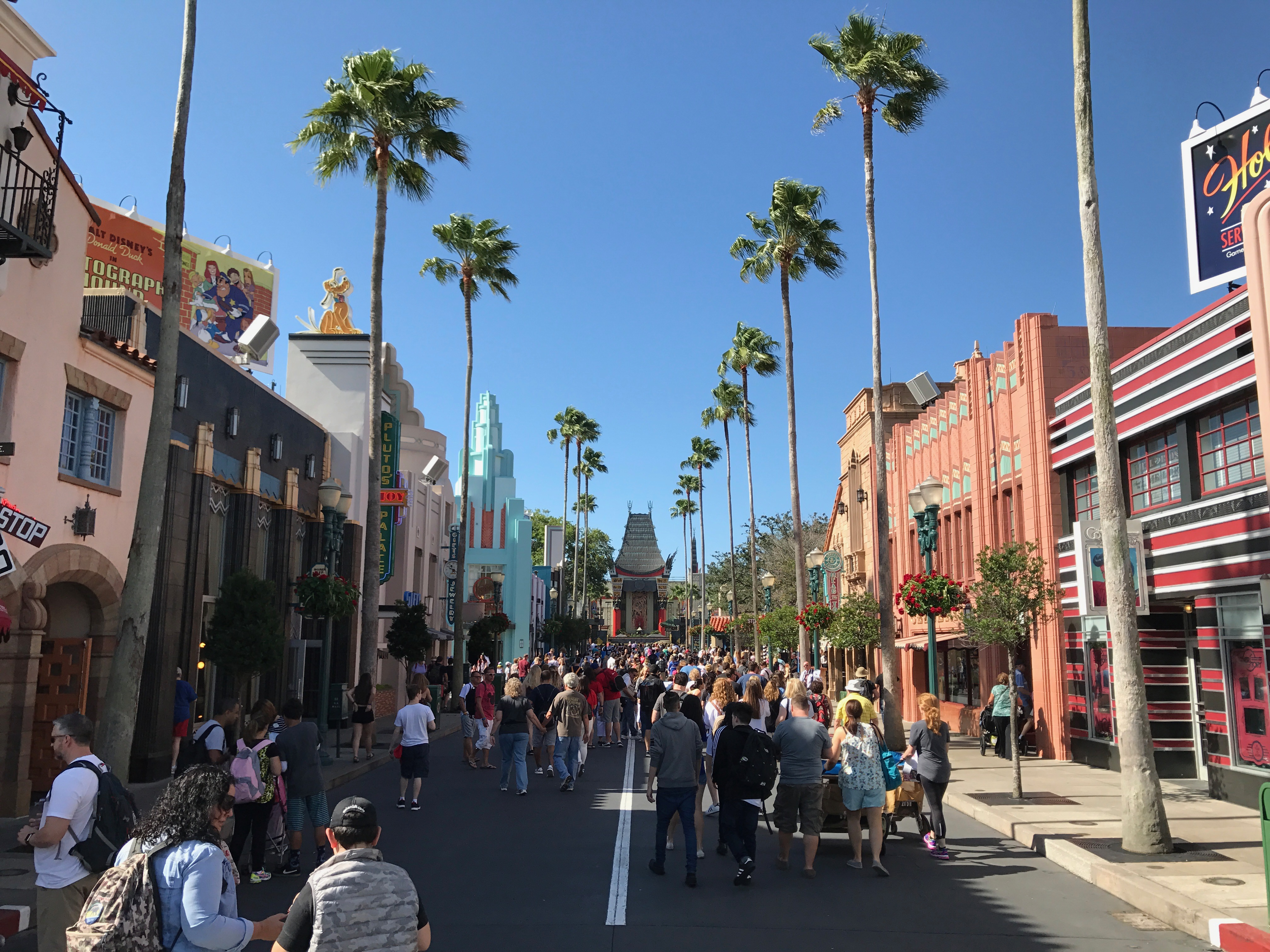
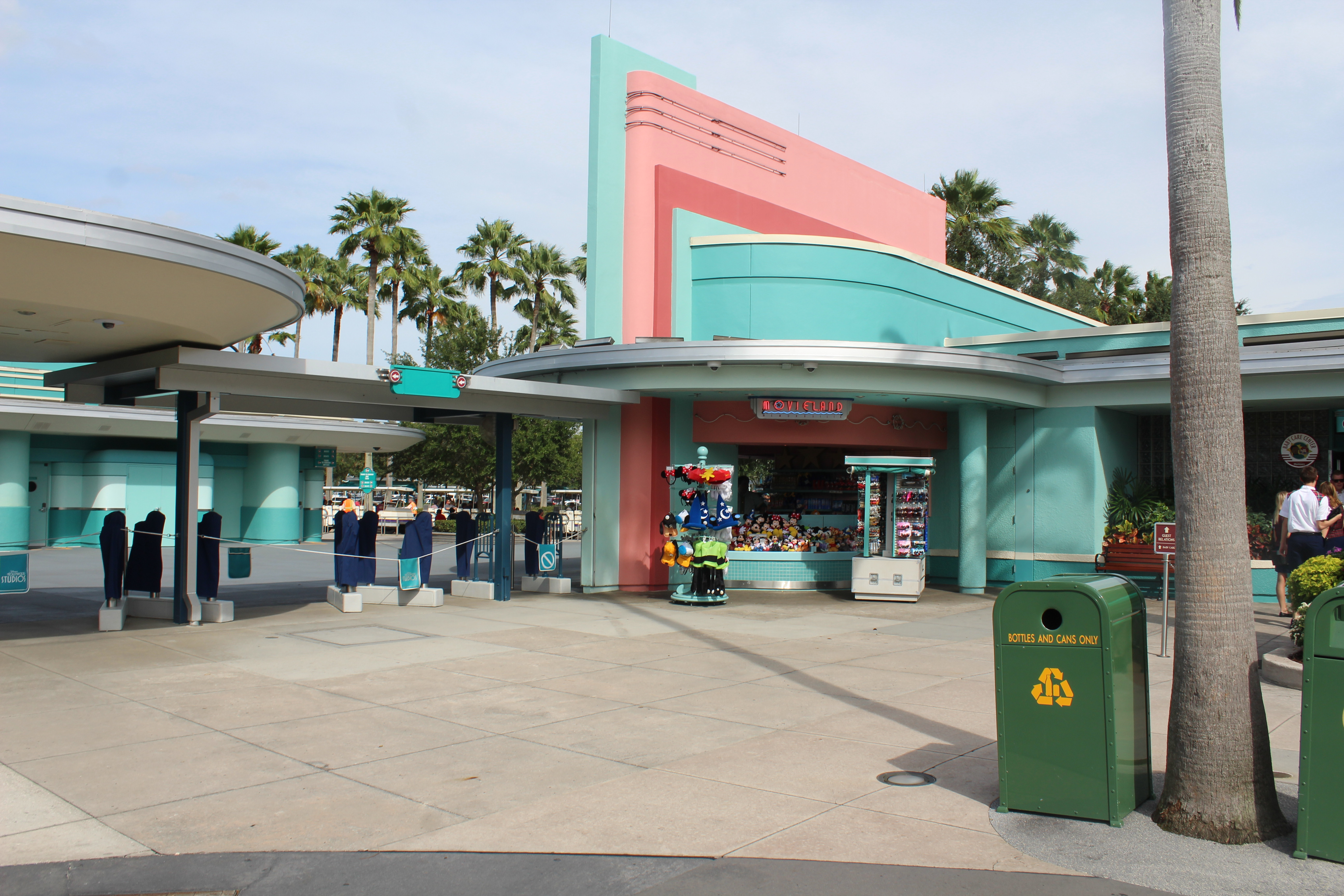
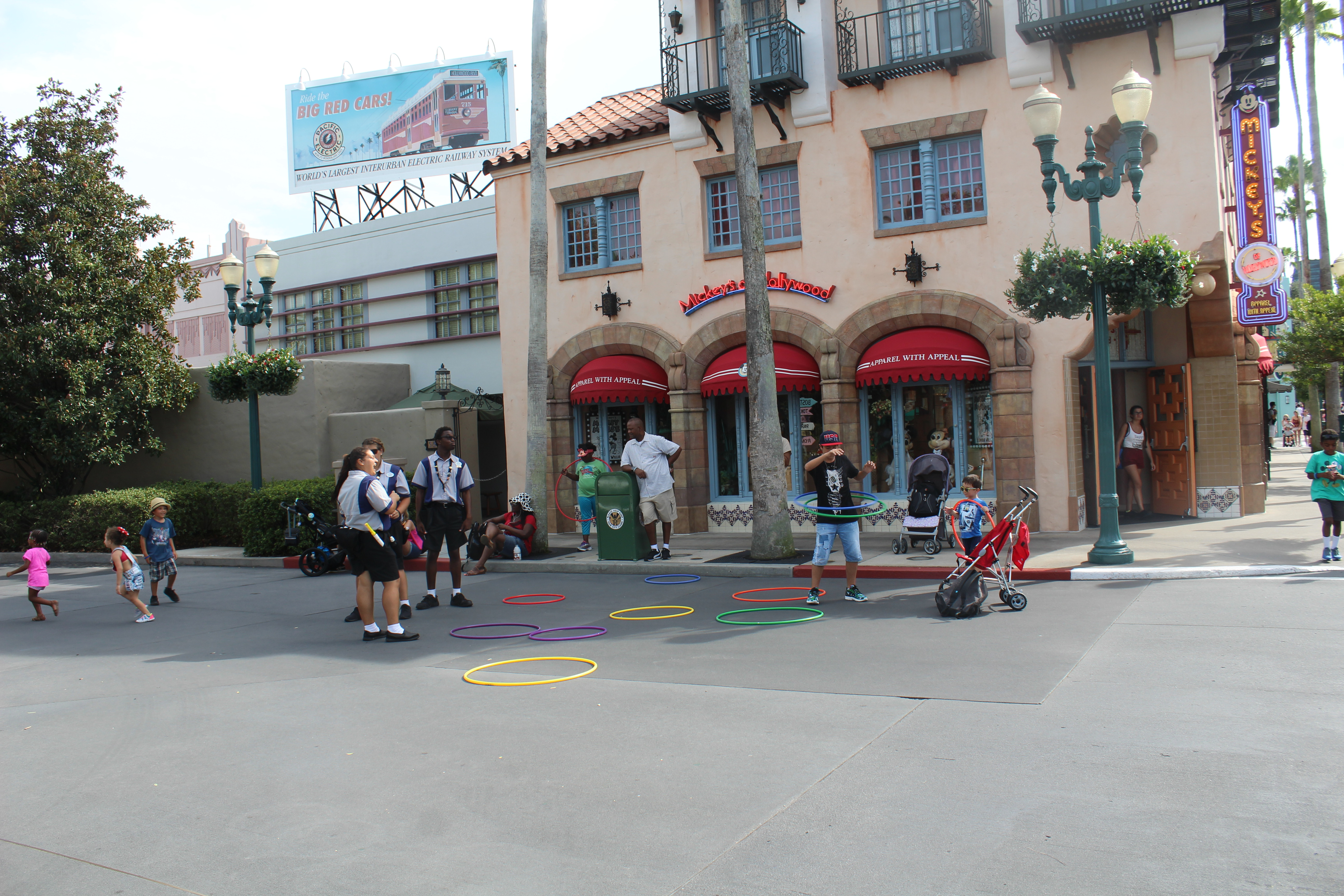
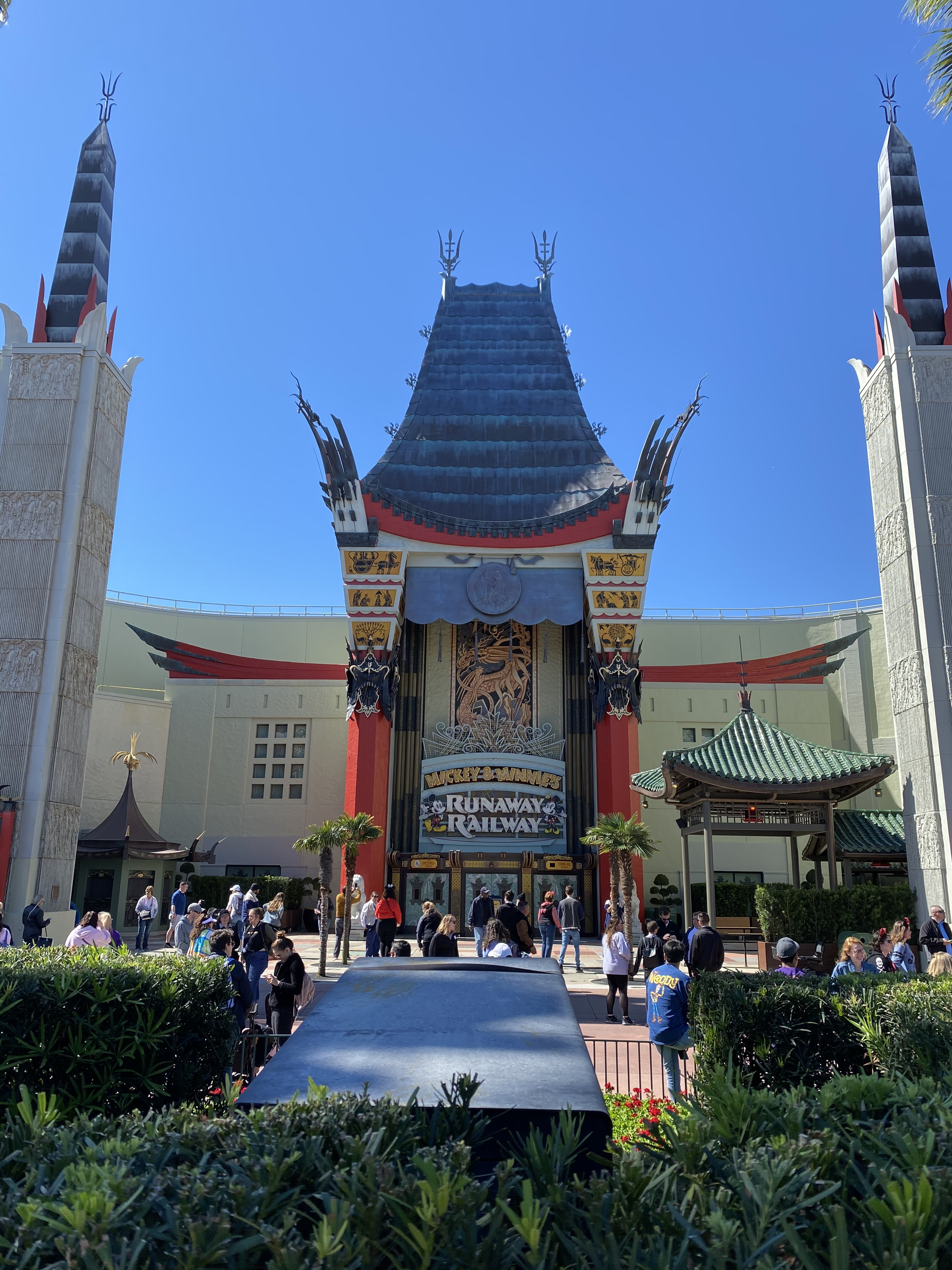
Mickey & Minnie's Runaway Railway

### Echo Lake
Echo Lake is gethematiseerd naar het Hollywood uit de jaren '50 en het behoud van groene zones in het sterk urbaniserende Californië. Middelpunt van dit themagebied is een replica van het meer in Echo Park in Los Angeles. Rondom dit meer zijn onder andere het Hyperion Theatre te vinden en de ABC Sound Studio te vinden, die op dit moment respectievelijk de show For the First Time in Forever: A Frozen Sing-Along Celebration en Star Wars: Path of the Jedi huisvesten. Verder zijn rondom het meer de restaurants 50's Prime Time Café en Hollywood & Vine te vinden.

Verder van het meer verwijderd liggen 3 attracties/shows die gebaseerd zijn op films uit de Lucasfilm-studios van George Lucas. Rondom het thema Star Wars is er de attractie Star Tours - The Adventures Continue te vinden en de show Jedi Training: Trials of the Temple te vinden, evenals de souvenirwinkel Tatooine Traders. Verder is er een stuntshow te vinden die gebaseerd is op de films rondom Indiana Jones: de Indiana Jones™ Epic Stunt Spectacular!. Daarnaast is in het gebied het restaurant Backlot Express te vinden. In een straat die van dit gedeelte terug naar Central Stage loopt (de Commissary Lane) zijn bovendien de restaurants Sci-Fi Dine-In Theater Restaurant en ABC Commissary te vinden.

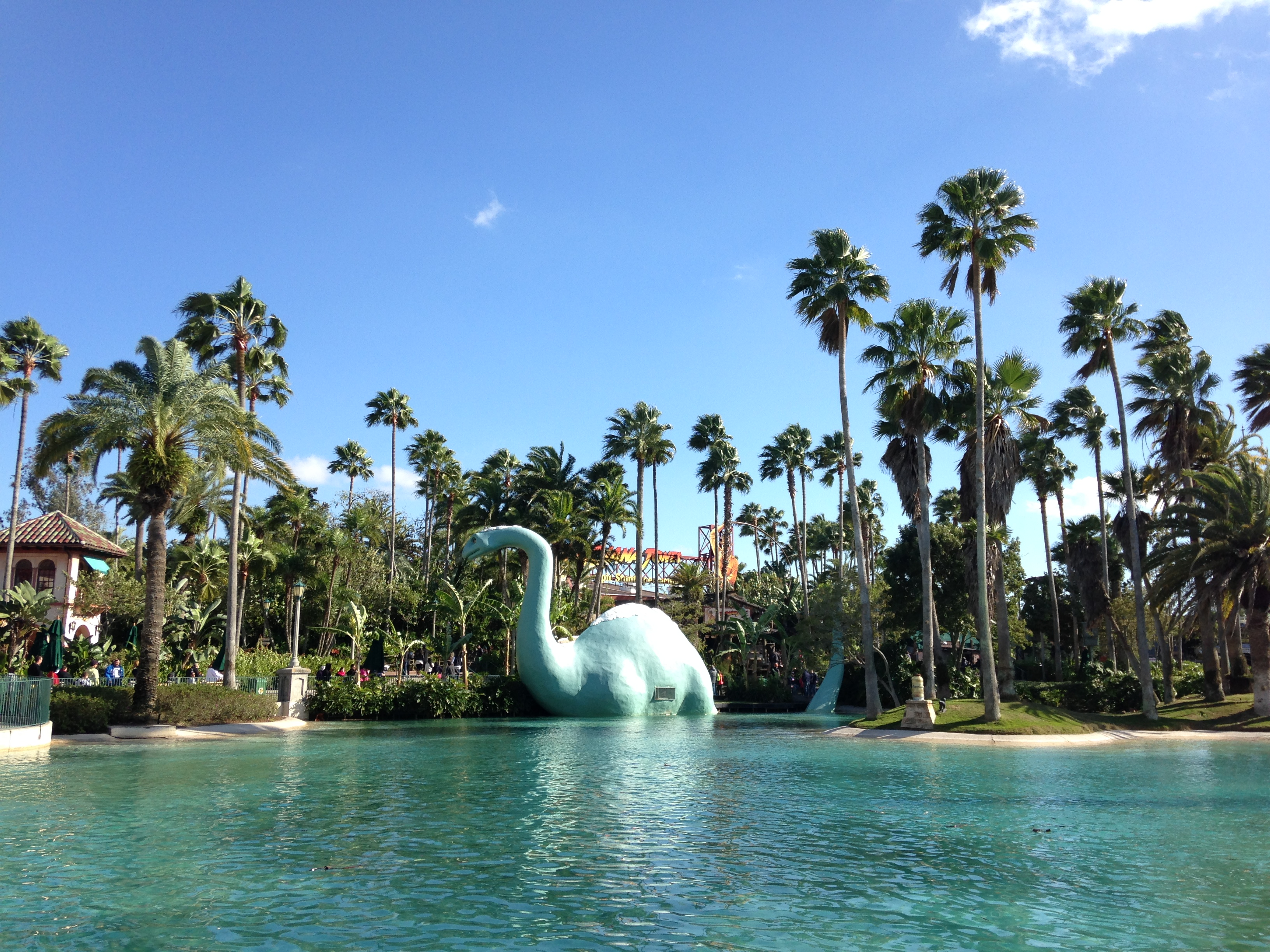
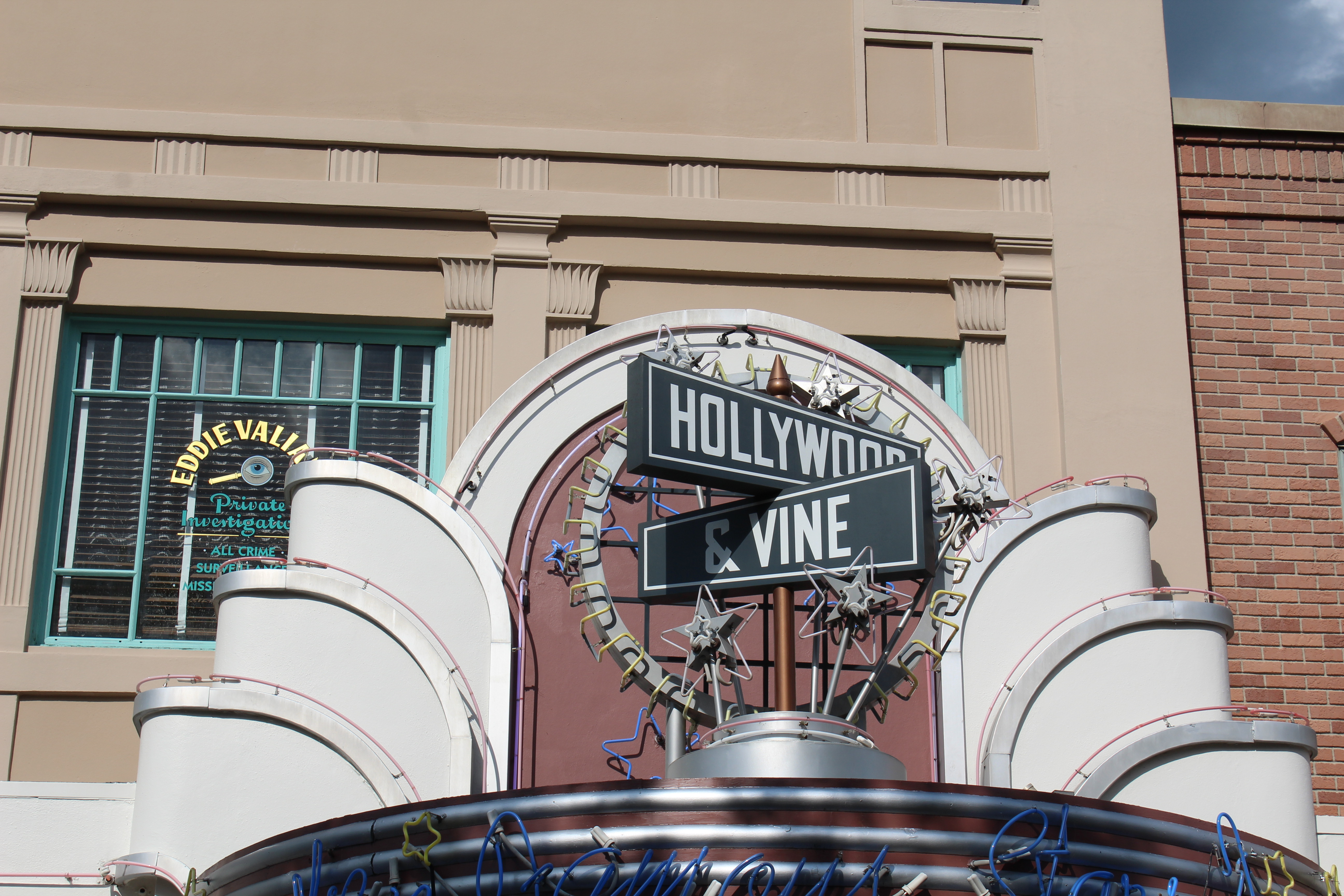
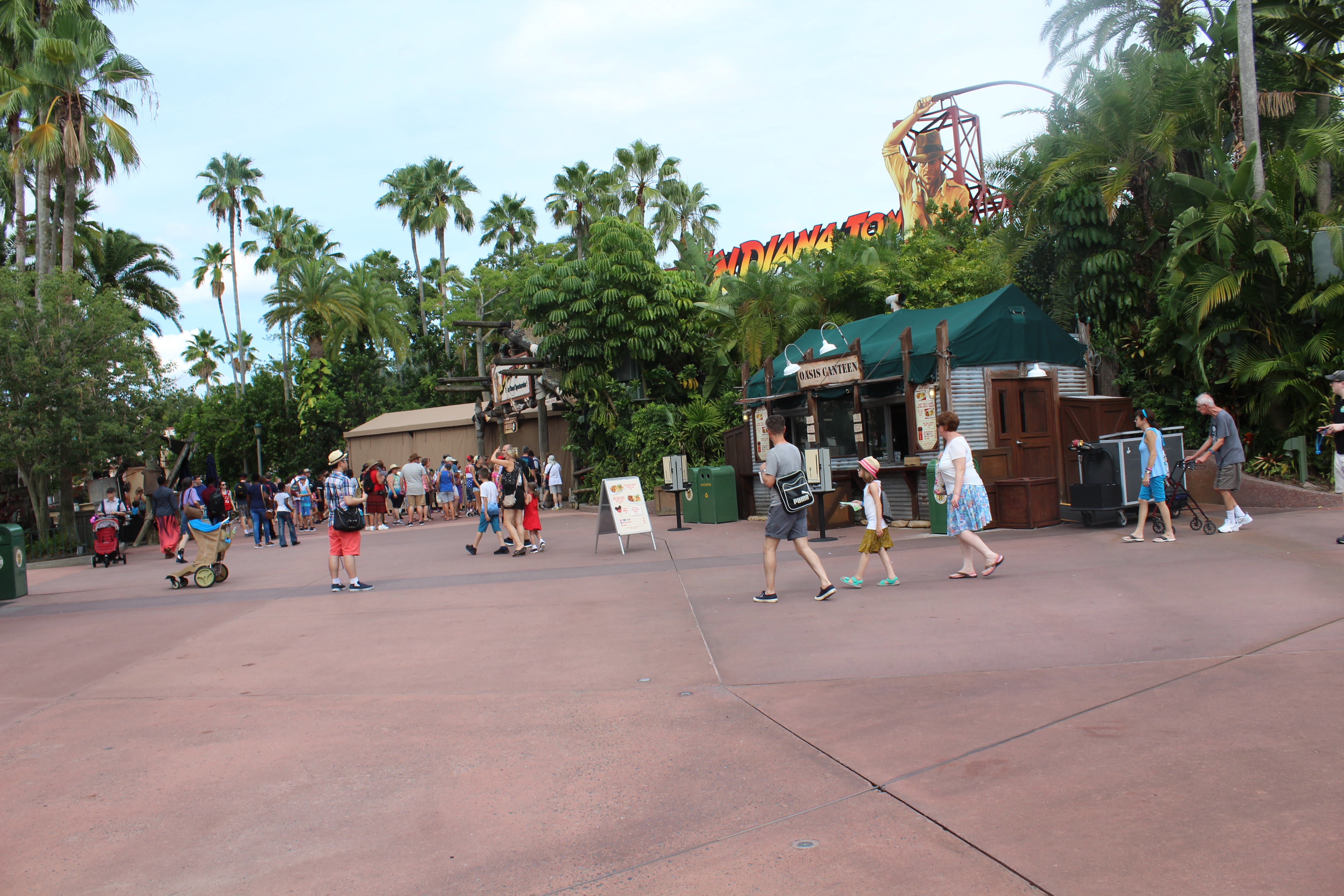

### Grand Avenue
Als overblijfsel van de voormalige Streets of America, richt dit gebied zich qua thema op de hedendaagse herleving van Los Angeles alwaar oude kantoorpanden en opslagloodsen worden omgebouwd tot culturele hotspots. Aan de eigenlijke avenue ligt het BaseLine Tap House, een biercafé. Tevens ligt aan de avenue de ingang naar Grand Park, de voormalige Muppet Courtyard, met daarin de attractie Muppet*Vision 3D. Op het centrale gedeelte van het plein is een fontein te vinden met daarop Miss Piggy als het Vrijheidsbeeld. Tevens liggen aan Grand Park de restaurants PizzeRizzo en Mama Melrose's Ristorante Italiano en een souvenirwinkel met Muppet-merchandise, de Stage One Company Store.

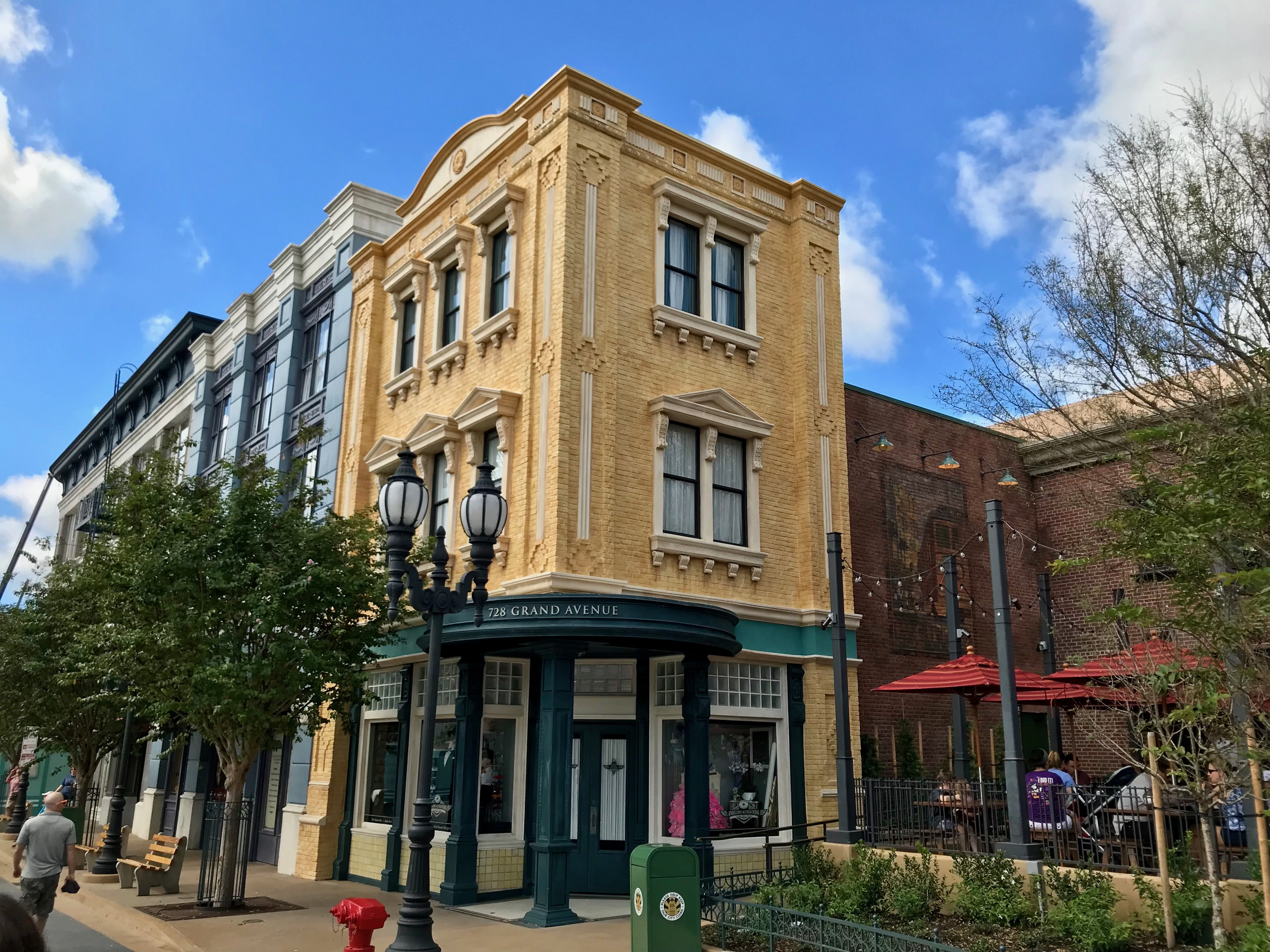
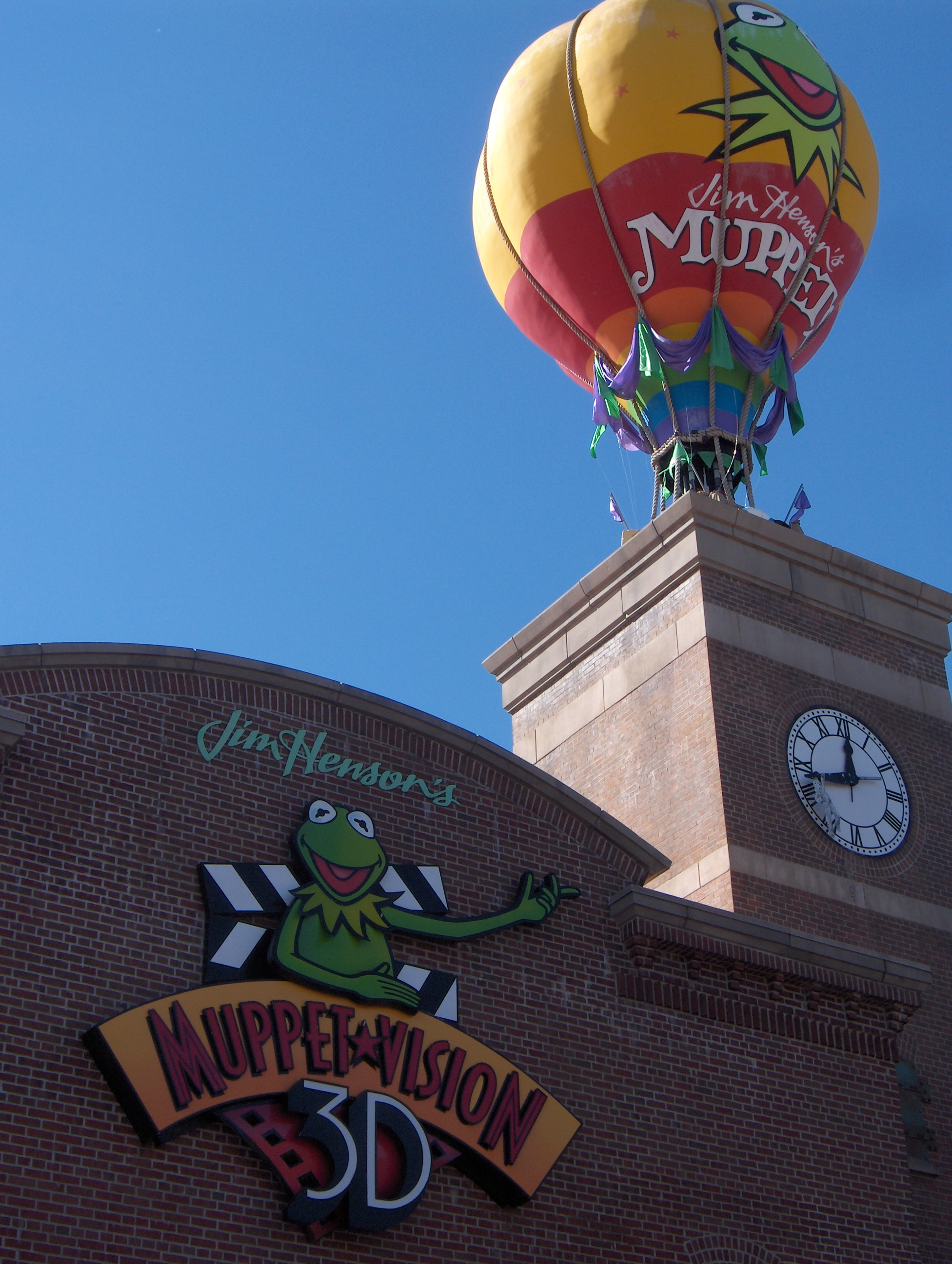
Muppet*Vision 3D
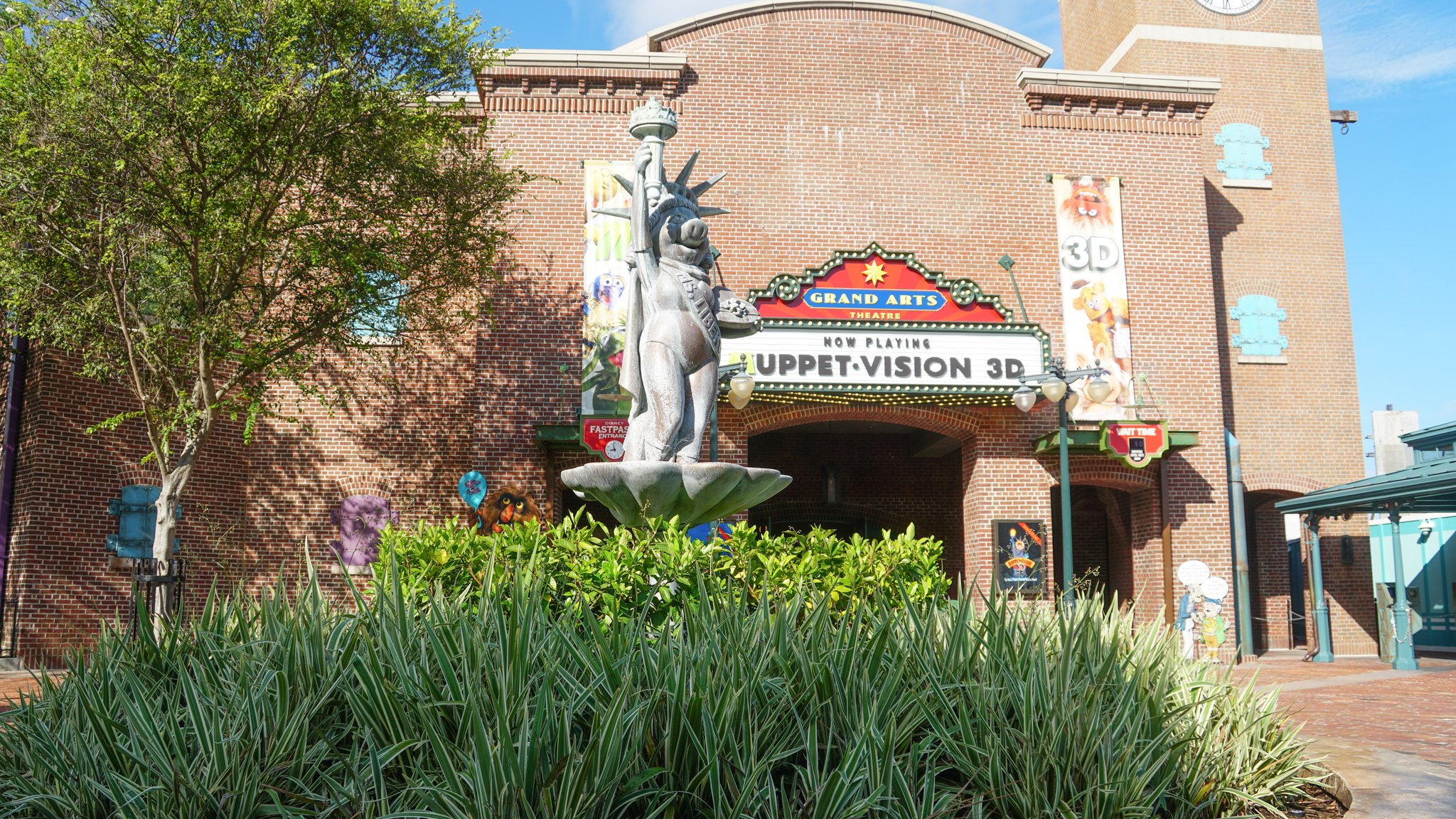

### Star Wars: Galaxy's Edge
Star Wars: Galaxy's Edge richt zich op de franchise rondom Star Wars. Vanaf Grand Avenue is het gebied te betreden via een tunnel, die uitkomt in een bosachtig gedeelte, waar enkele ruimtevaartschepen staan geparkeerd. In dit gedeelte van het gebied ligt de attractie Star Wars: Rise of the Resistance. Het gebied loopt vervolgens over in een bebouwd gedeelte, met als eerste onderdeel een overdekte markt, waar de winkels Toydarian Toymaker, Creature Stall, Jewels of Bith en Black Spire Outfitters zitten, evenals de eetgelegenheden Kat Saka's Kettle, Ronto Roasters en Docking Bay 7 Food and Cargo. Na deze marktplaats leidt een linkerroute via de winkel Dok-Ondar's Den of Antiquities naar de attractie Millennium Falcon: Smugglers Run. Deze route leidt vervolgens nog langs eetgelegenheden Oga's Cantina en de Milk Stand, evenals de souvenirwinkel First Order Cargo. Een rechterroute leidt vanaf de marktplaats langs Savi's Workshop - Handbuilt Lightsabers, waar gasten tegen betaling een eigen lichtzwaard in elkaar kunnen zetten, en het Droid Depot, waar gasten tegen betaling een eigen droid in elkaar kunnen zetten. Vervolgens leidt de route Star Wars: Galaxy's Edge uit, om daarna uit te komen in Toy Story Land.

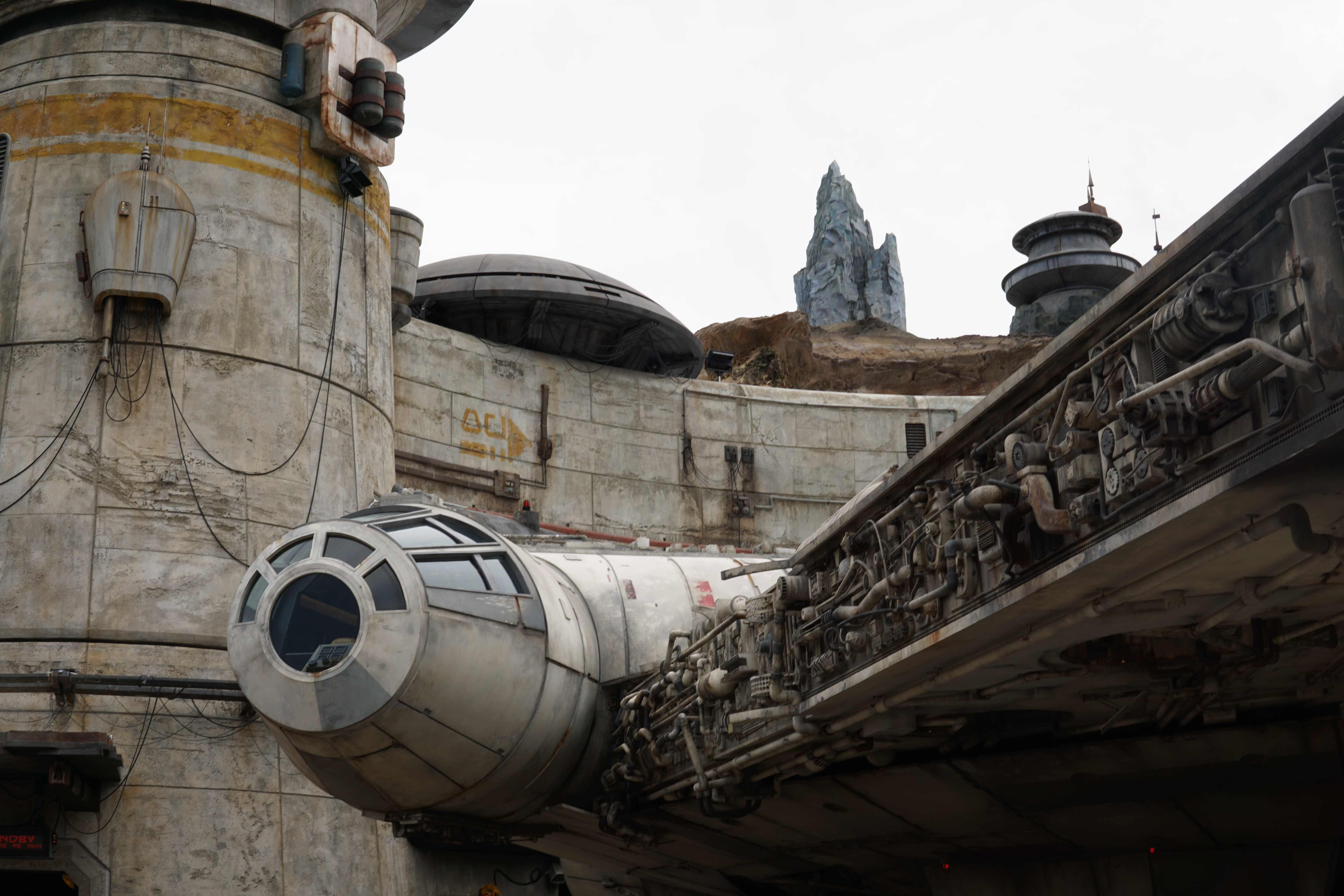
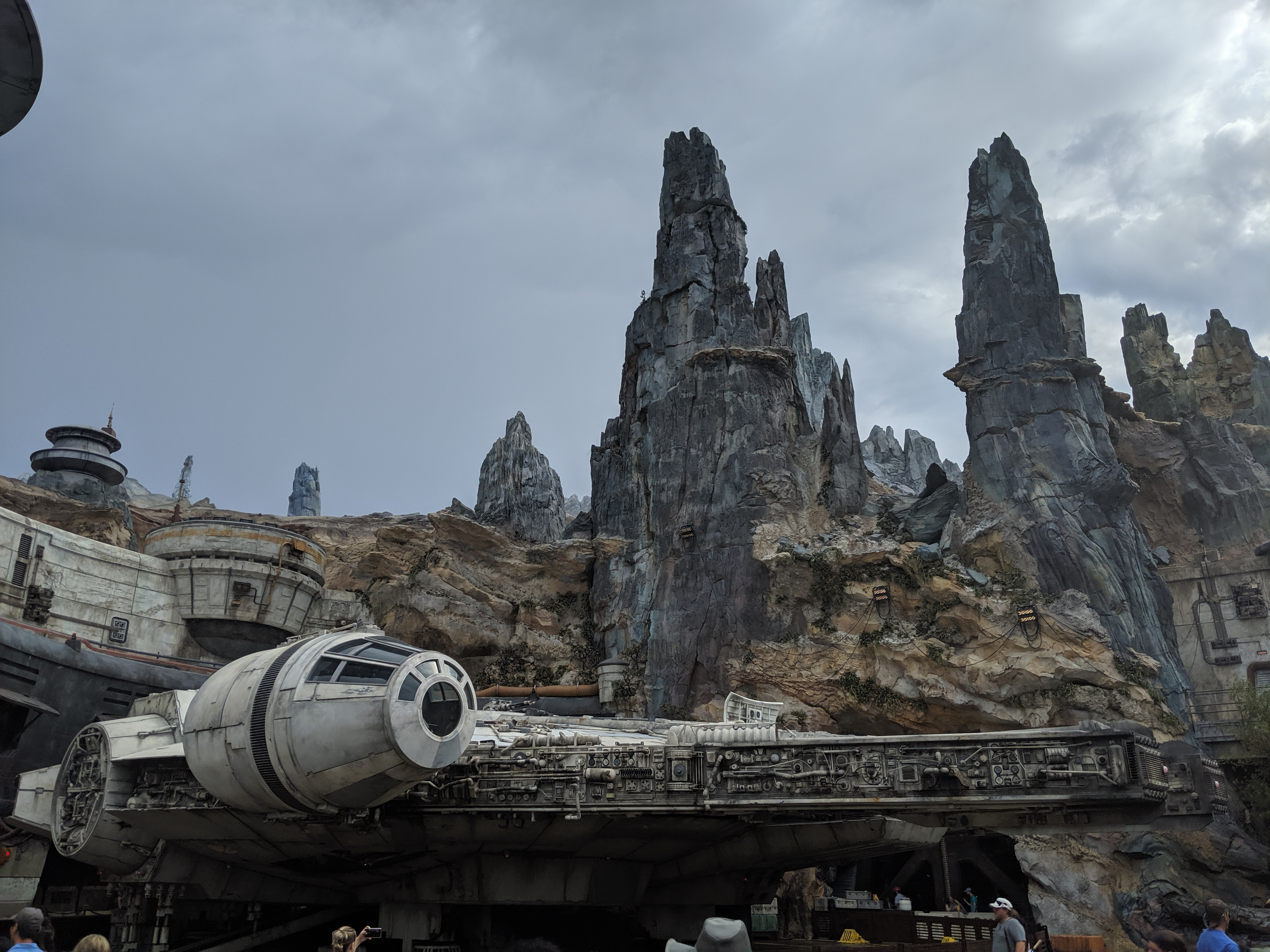
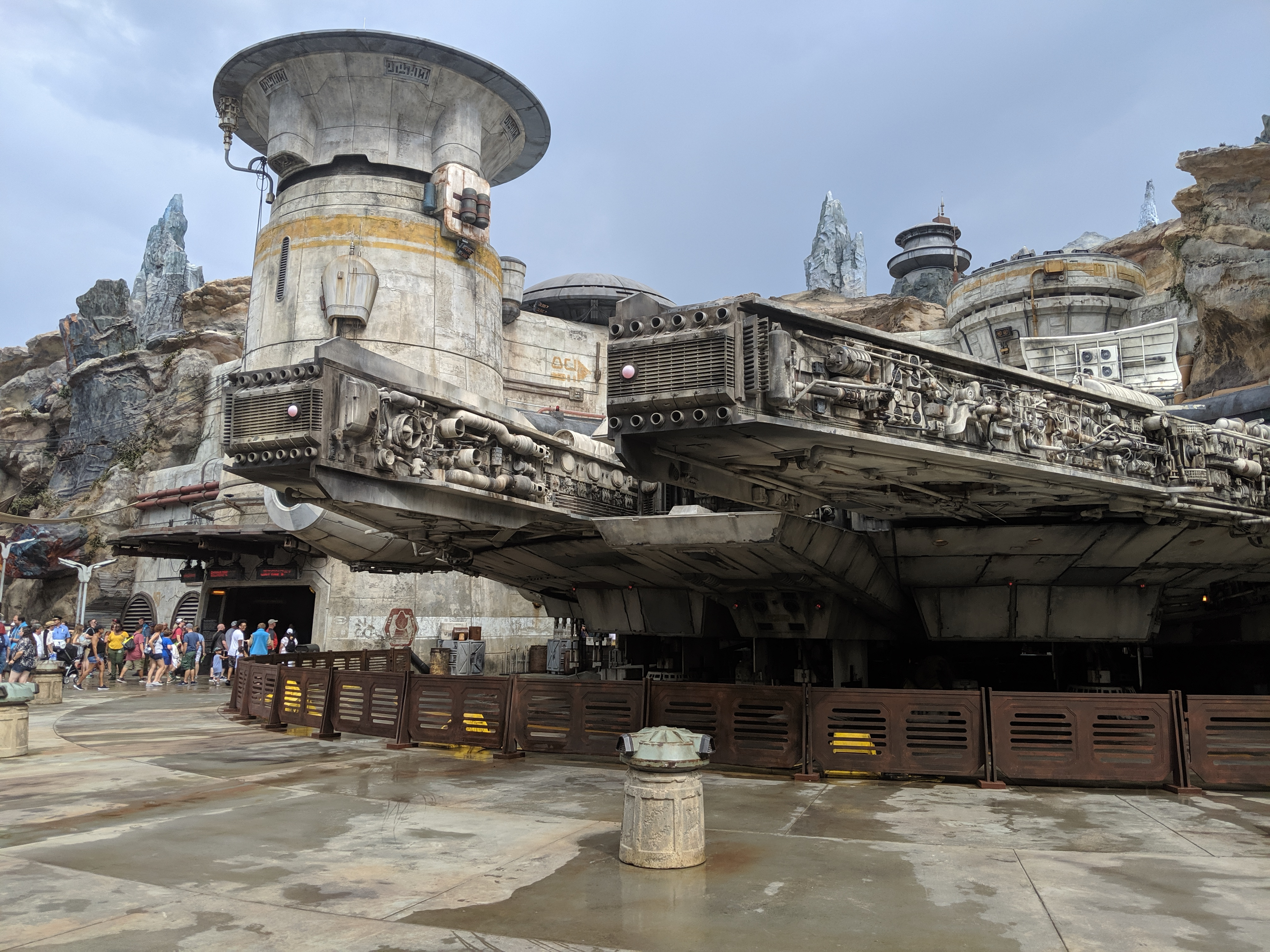

### Toy Story Land
Het thema van Toy Story Land richt zich op de films van Toy Story, waarbij gasten krimpen tot het formaat van speelgoed en zich in de achtertuin van Andy bevinden. Het gebied is te betreden via de Mickey Avenue in Animation Courtyard. Bij binnenkomst van het gebied staat een uitvergrote Woody bij een welkomstbord van Toy Story Land. Verder in het gebied liggen de attracties Toy Story Mania! en ertegenover achtbaan Slinky Dog Dash, die via een brug over het achtbaanparcours te bereiken is. Dieper in het gebied staat een uitvergrote Buzz Lightyear en is het restaurant Woody's Lunch Box te vinden. Naast de achtbaan staat de attractie Alien Swirling Saucers. 

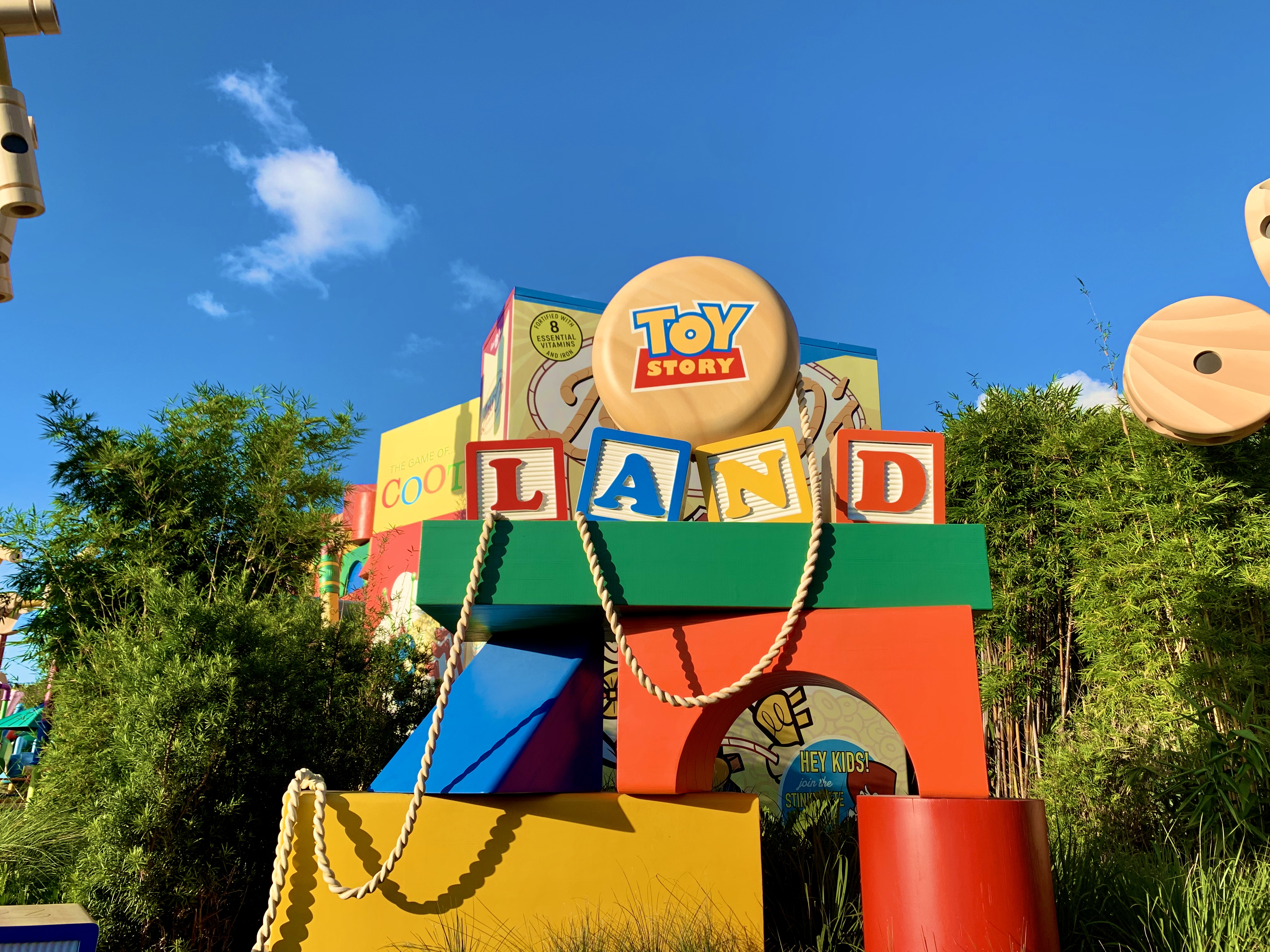
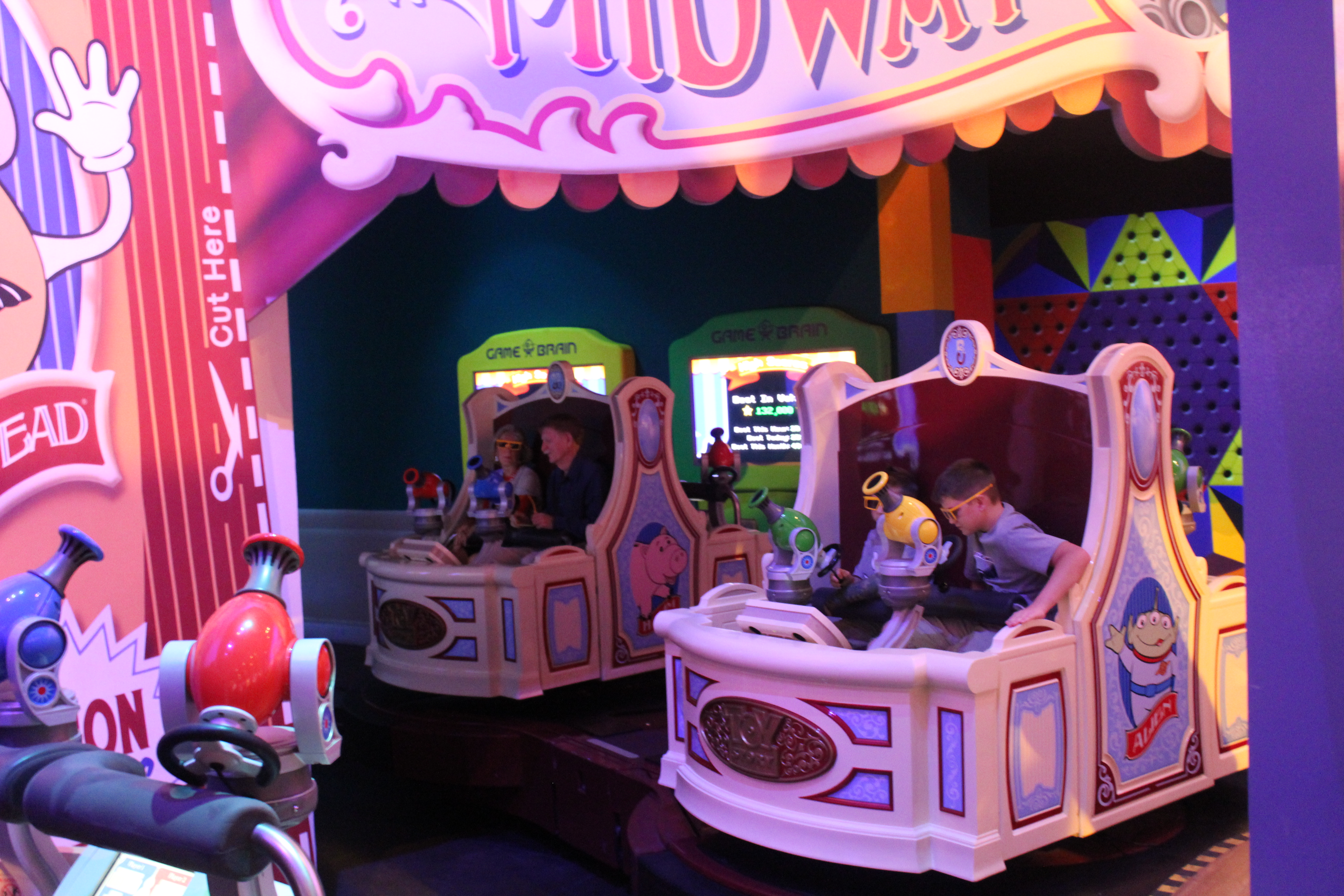
Toy Story Midway Mania!
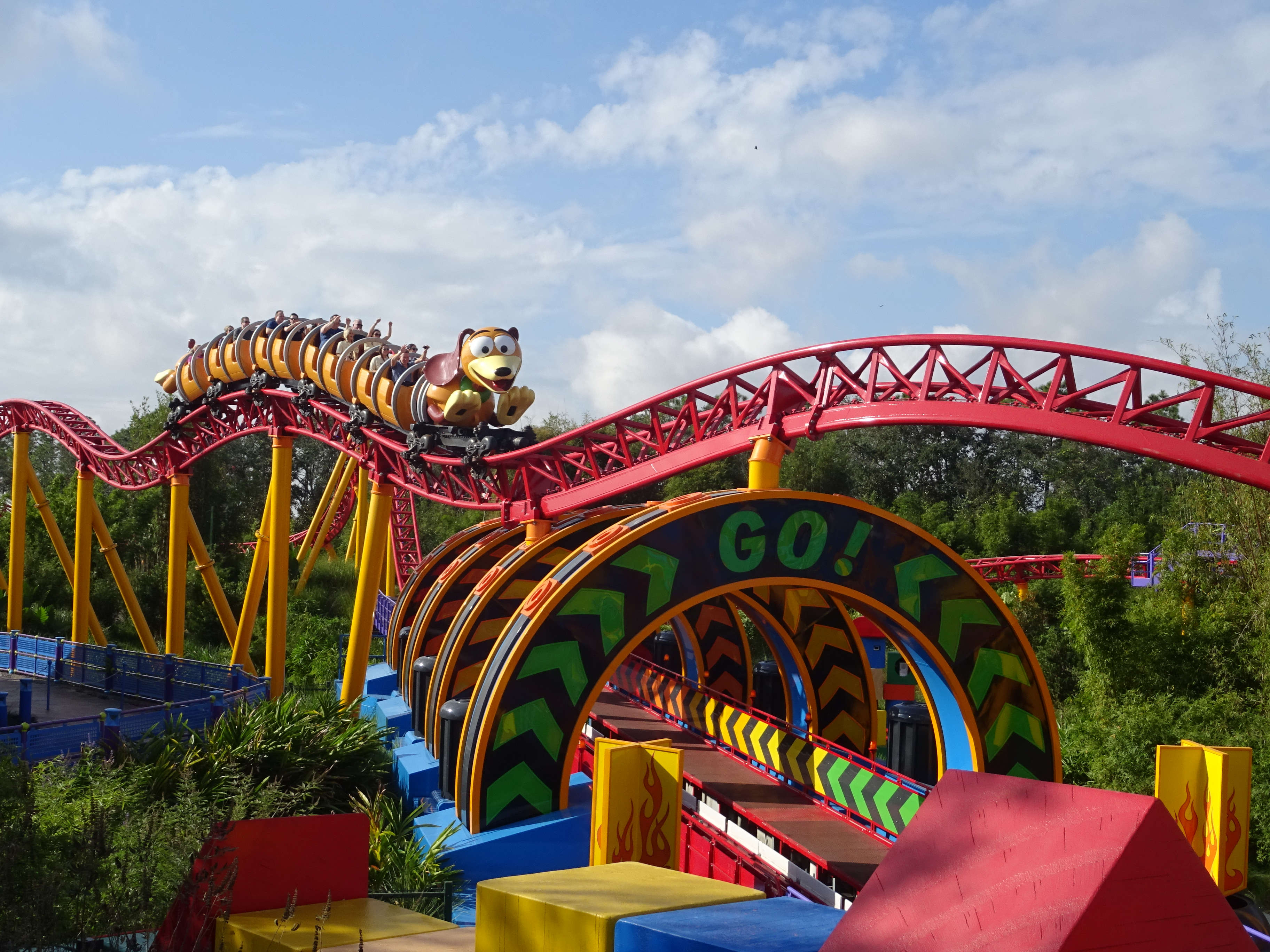
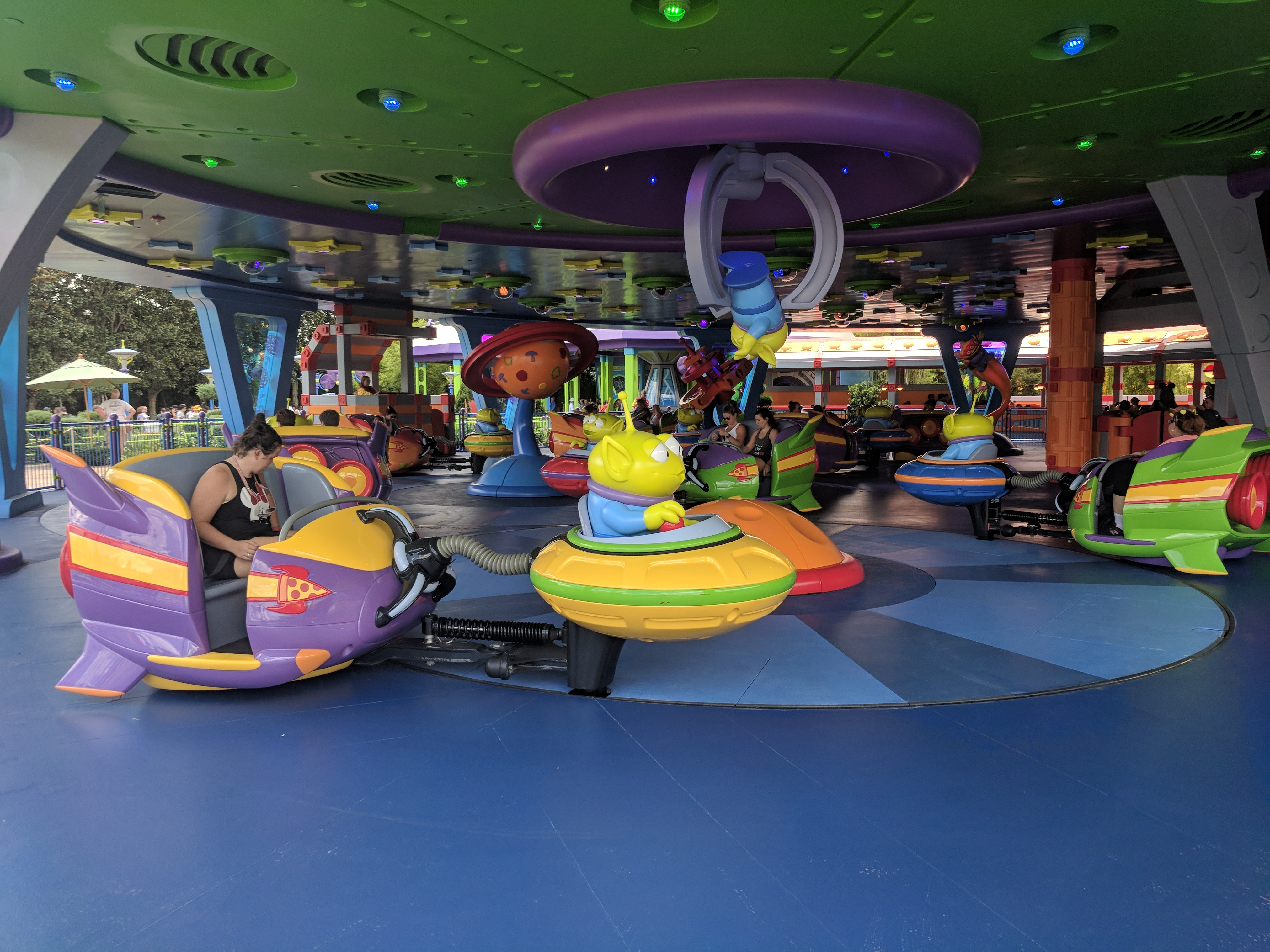
Alien Swirling Saucers

### Animation Courtyard
Het thema van Animation Courtyard richt zich op het produceren van tekenfilms. Vanaf Central Stage is dit gebied te betreden via een Disney's Hollywood Studios-studiopoort in art-deco-stijl. Aan de courtyard achter deze poort ligt de Star Wars Launch Bay en liggen de twee shows Voyage of the Little Mermaid en Disney Junior-Live on Stage!. In een straat die van de courtyard richting Toy Story Land loopt (de Mickey Avenue) is de attractie Walt Disney Presents te vinden, waarvan het filmtheater wordt gebruikt voor korte voorvertoningen van nieuw te verschijnen Disney-films.

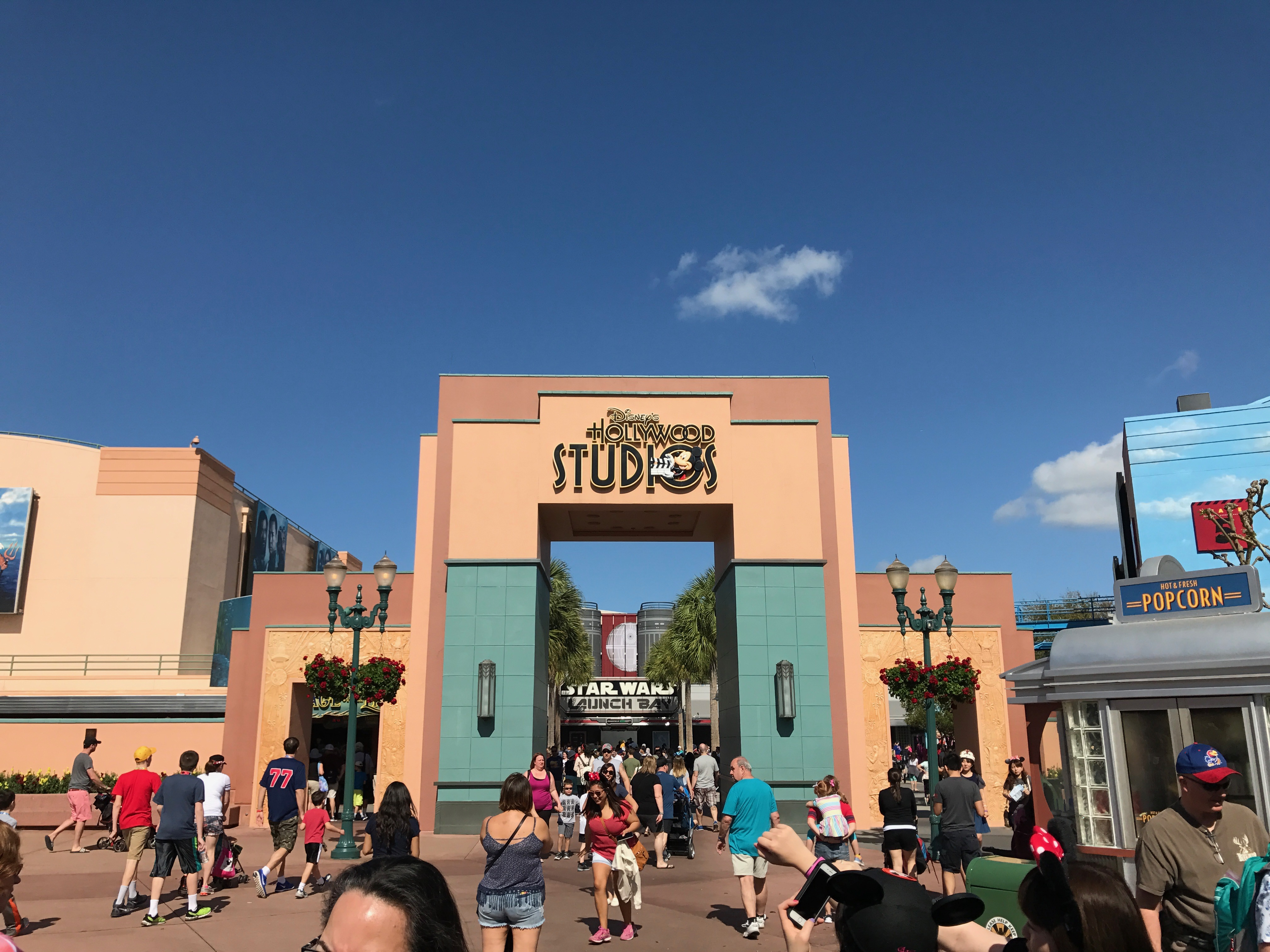
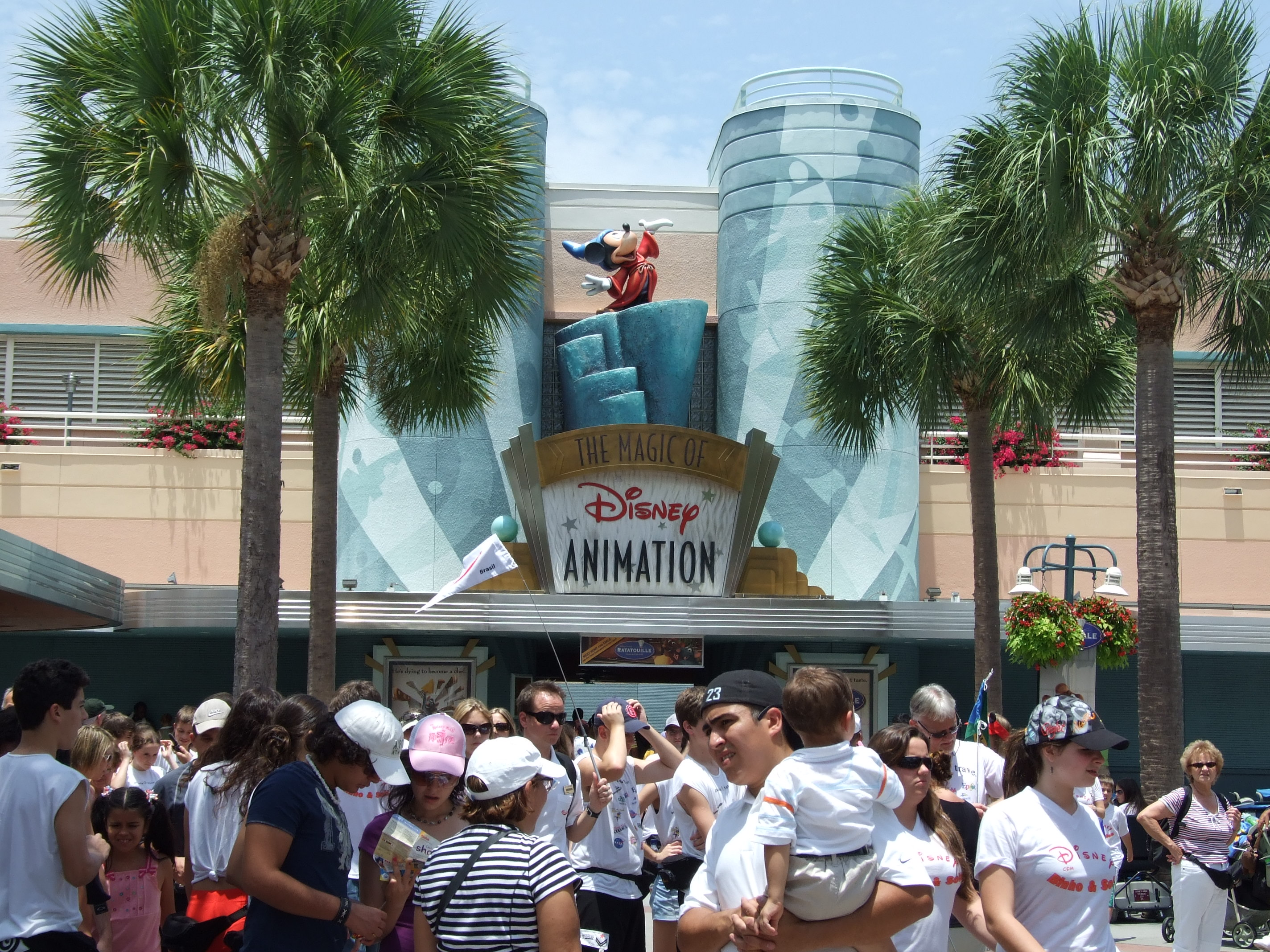

### Sunset Boulevard
Het thema van Sunset Boulevard is het Hollywood uit de jaren '40, dat een uitvlucht bood tijdens de Tweede Wereldoorlog. Het is een doodlopende boulevard die begint als zijstraat van de Hollywood Boulevard. Vanaf Hollywood Boulevard gezien bestaat het rechtergedeelte van de straat met name uit winkels en de linkerzijde met name uit horecagelegenheden. Aan de rechterzijde ligt daarnaast het Theater of the Stars, dat de show Beauty and the Beast-Live on Stage huisvest. Aan het eind van de boulevard zijn 2 grotere attracties van het park te vinden: The Twilight Zone Tower of Terror en Rock 'n' Roller Coaster Starring Aerosmith. Bovendien is aan het eind van de boulevard de toegang te vinden tot het Hollywood Hills Amphitheater, waarin de slotshow Fantasmic! wordt opgevoerd.

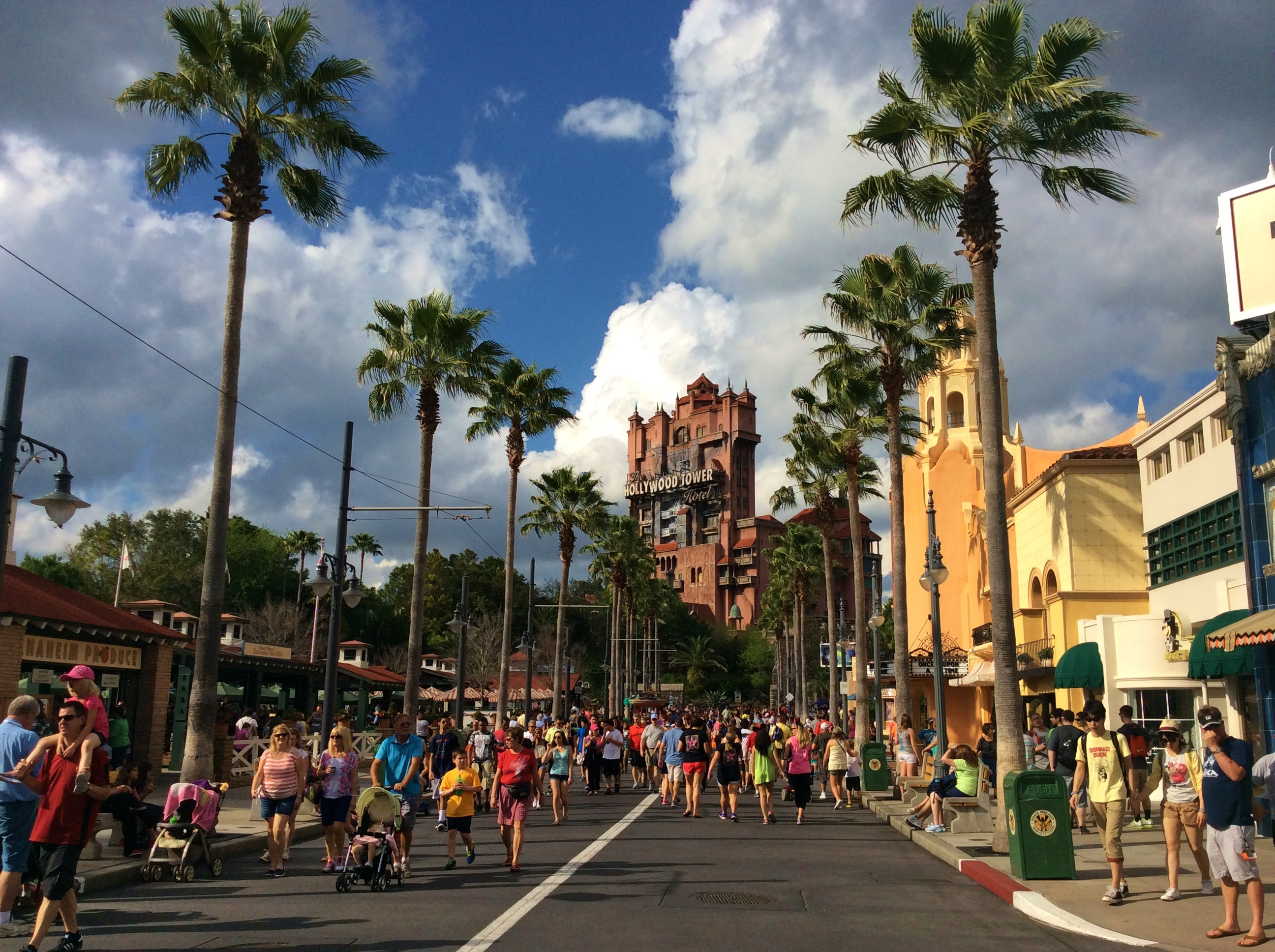
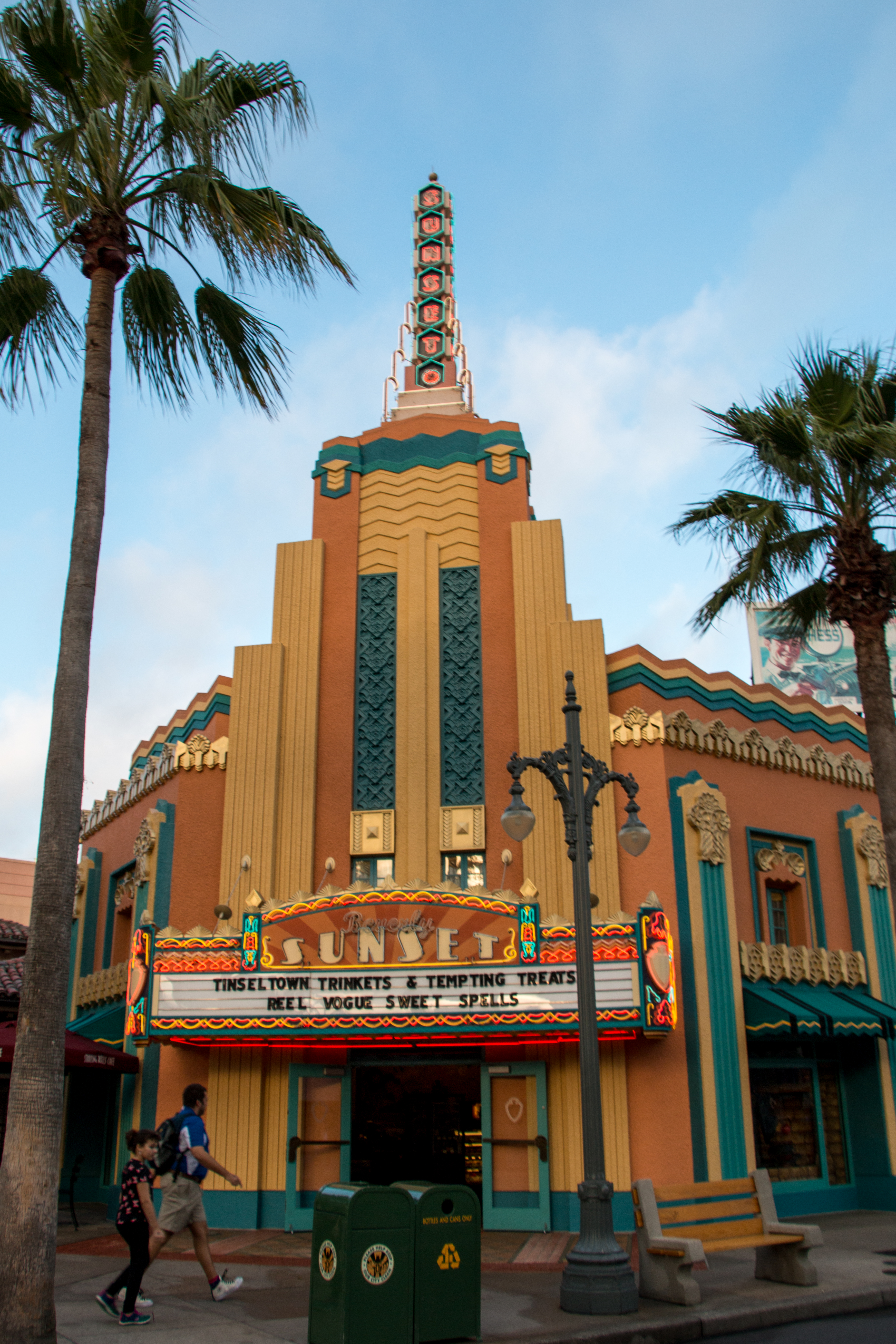
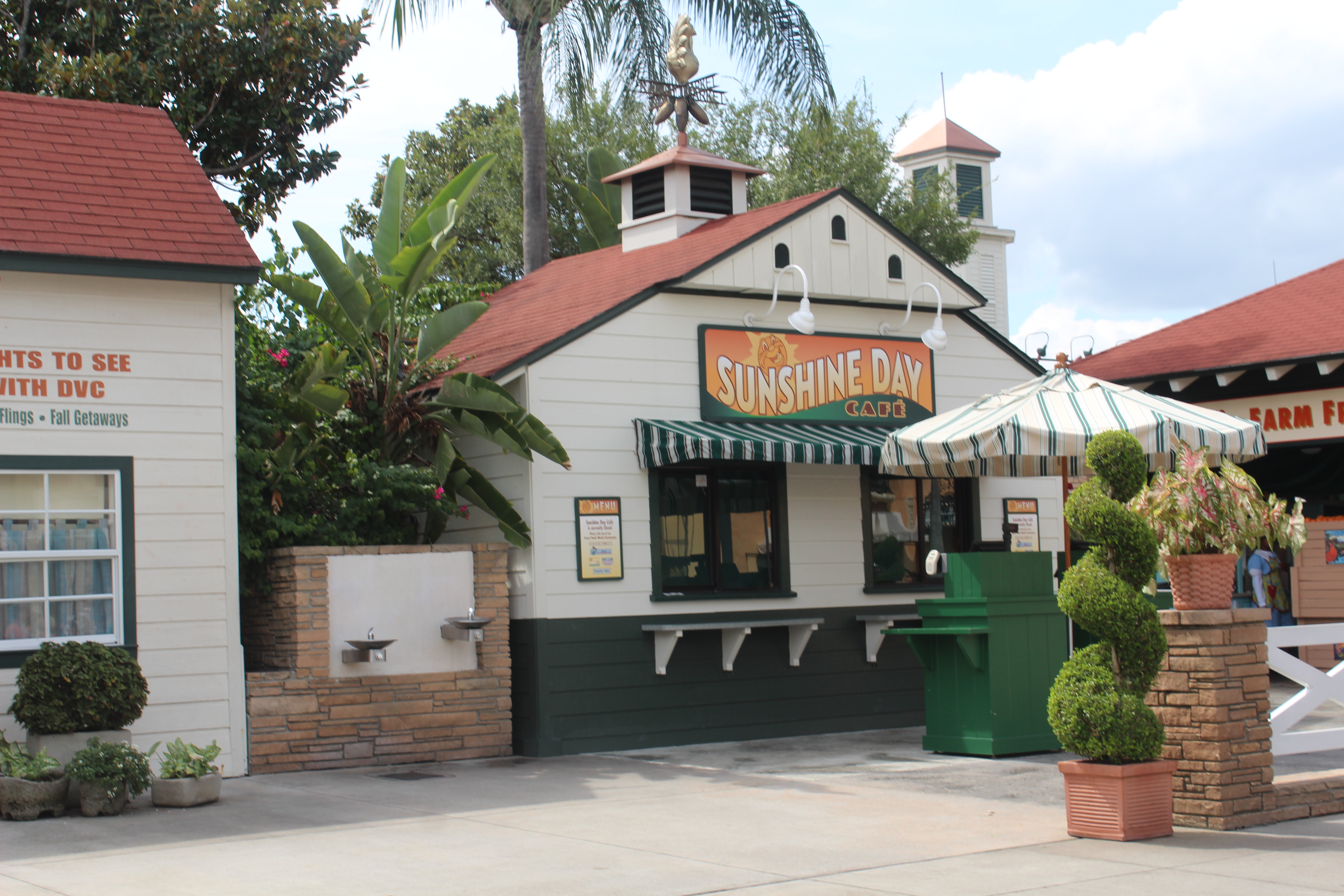
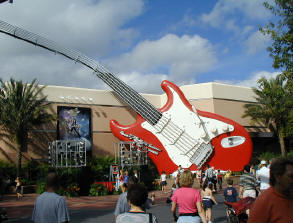
Rock 'n' Roller Coaster

Walt Disney World Resort · Earful Tower · The Sorcerer's Hat · afbeeldingen